# Сухарев городок
Сухарев городок - поселение, которое существовало на территории современного Кременского района Луганской области в 1680 - 1836 годах. Было расположено на левом берегу Северского Донца южнее современного города Кременная, на левом берегу Северского Донца напротив села Шипиловки.

## История
Сухарев был основан около 1680 года донскими казаками, которые были сосланы на северный берег Северского Донца за участие в восстании Степана Разина. 
В грамоте Петра І от 14 октября 1704 года сказано:

А после измены Брюховецкого и Разина они, донские казаки, поселили на реке Донцу городки: Боровской, Краснянский, Сухарев».

В это же время на берегах реки Красной крепостные крестьяне с правобережной Украины основали слободу Кременную. В этой слободе в 1688 году разместилась одна из сотен Изюмского слободского полка.
В процессе спора между этими поселениями царь Петр I стал на сторону Изюмских казаков. В 1707 году в Сухарев городок направляется князь Юрий Долгорукий чтобы описать имущество донских казаков Сухарева в царскую казну. После этого похода городок утратил свое значение. Последние его жители перебрались жить в Кременную в 1836 году.
В начале XVIII в. Сухарев оказался на территории, где возникло восстание Кондратия Булавина 1707 - 1708 гг. В документах того времени упоминается следующее:

Булавин после убития княжего стал еще многолюднее… имеет де свое злое намерение конечно приходить под Тор, и под Краснянск, на Сухарев, на Кабанье, на Меловой Брод, на Сватовы Лучки, на Бахмут. И, идучи, будут казаков к себе приворачивать… А предались ему Булавину их козачьи городки по Донцу: Трехизбенской, да Старое и Новое Боровское, да Новый Айдар, Шульгин, Белянск.